# Конституція Румунії (1923)

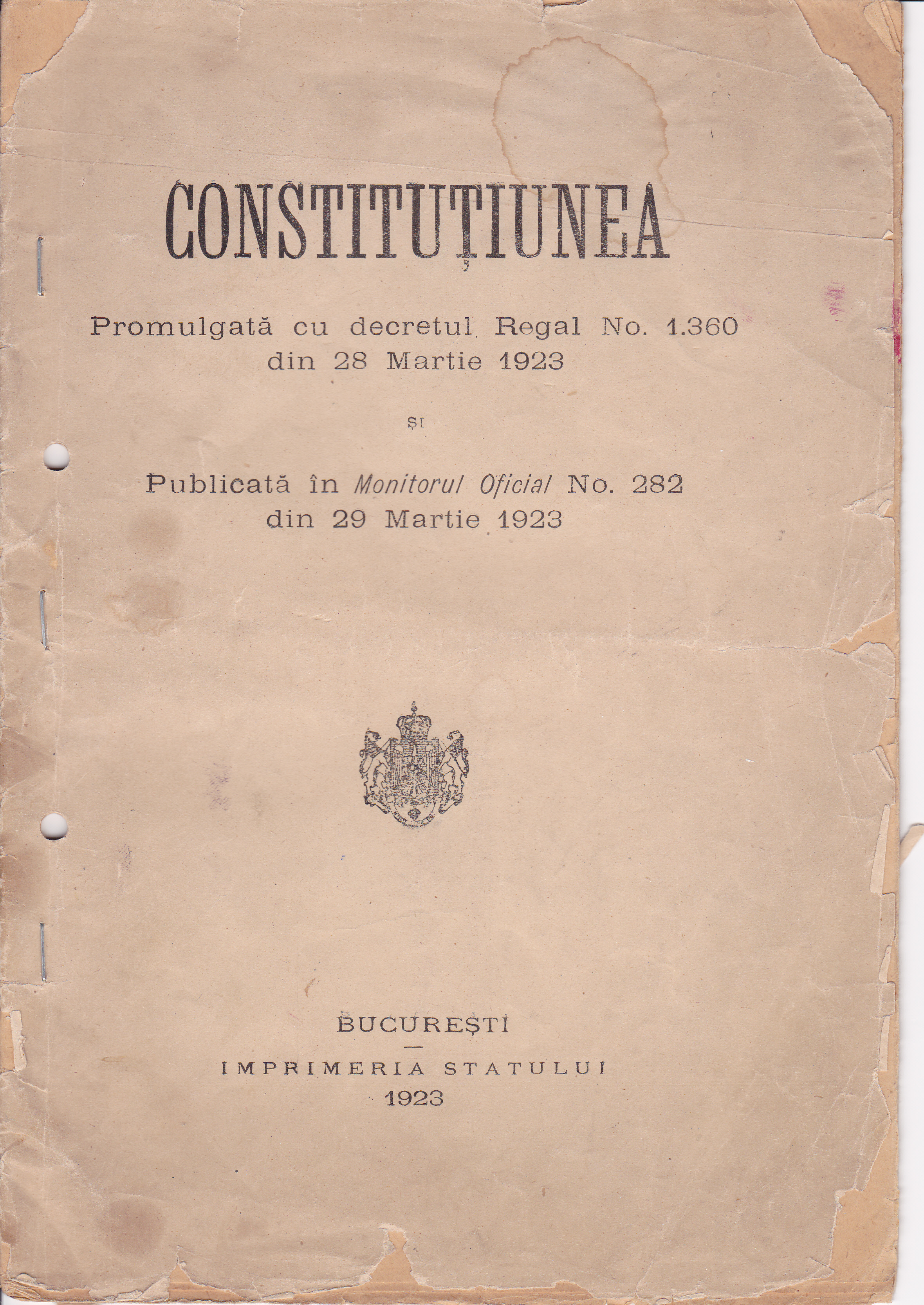
Обкладинка офіційного видання 1923 р.

Конституція 1923 року затвердила оновлену конституційну структуру Румунії після соціальних та економічних змін, зумовлених Великою унією, економічного розвитку та аграрної реформи.

## Контекст
За півстоліття після прийняття Конституції 1866 року відбулося багато соціальних та економічних змін. Три провінції (Бессарабія, Буковина та Трансільванія) було приєднано до Румунії після Першої світової війни, що перевищило за загальною площею та населенням Старе королівство. Воно хотіло участі нових громадян у розробці нової Конституції, яка б гарантувала права та свободи етнічних і релігійних меншин, після унії у більшій кількості. Вони також хотіли захистити закони про аграрну реформу 1920-21 років після експропріації великих землевласників 16 грудня 1918 року.
Проект Конституції був винесений на парламентське обговорення після створення 19 січня 1922 року уряду Йона І. К. Братіану. Проєкт був прийнятий Зборами депутатів 26 березня 1923 року і Сенатом 27 березня 1923 року. Конституція була схвалена та проголошена королем Фердинандом I 28 березня 1923 року та набула чинності 29 березня 1923 року з публікацією в Офіційному Моніторі №. 282. Конституція сприяла консолідації Великої унії і відображала соціальні та економічні зміни Румунії, але була скасована в 1938 році.
Король Міхай відновив дію Конституції 1923 року після подій 23 серпня 1944 року. З багатьма обмеженнями та порушеннями, спричиненими радянською військовою окупацією та зростаючим політичним впливом комуністів, Конституція 1923 року була чинною до державного перевороту 30 грудня 1947 року, коли комуністи проголосили Народну Республіку через масове засідання палати депутатів. Послідував період конституційного вакууму, аж до прийняття 13 квітня 1948 року першої Конституції Румунської Народної Республіки.

## Економічний розвиток
Промисловий розвиток породжує нові проблеми та створює нові соціальні категорії в організації шахт, у промисловості, у запобіганні монополіям тощо.
Закони про аграрну реформу 1920-21 років у всіх румунських провінціях включені до Конституції, щоб забезпечити їм посилений захист. Власність гарантується, але вона не є «священною та недоторканною», а експропріація може бути здійснена у «прямих загальних інтересах держави».

## Соціальні зміни
Соціальні зміни Великої унії вимагають визначення офіційної мови — румунської, а також утверджується примат греко-католицької церкви над іншими культами, за винятком православної.
Загальне і рівне виборче право для чоловіків було запроваджено в 1919 році, а Конституція визнає можливість надання «політичних прав» (обирати, бути обраними тощо) жінкам. Із зростанням значення преси, зі збільшенням числа тих, хто вміє читати і писати, права та обов'язки преси розробляються більш детально.

## Повноваження в державі
На противагу цьому розподіл трьох влад (законодавчої, виконавчої та судової) та відносини між ними суттєво не змінені порівняно з Конституцією 1866 року, яка діяла понад півстоліття.
- Законодавчу владу, як і раніше, здійснюють колективно законодавчі збори (Сенат і Палата депутатів) і король Румунії;
- Виконавча влада залишається в руках короля, який здійснює її «на регулярній основі відповідно до Конституції» (через уряд, сформований партією чи альянсом, що перемагає на парламентських виборах), із такими ж повноваженнями, як і в Конституції 1866 року. Втіленням цього принципу, широко відомого громадськості, було те, що король царює, а не керує.
- Судова влада залишається в руках Високого касаційного суду та судів.

Внесено зміни до способу обрання сенаторів. Кількість сенаторів, пропорційна кількості населення, обирається прямим голосуванням, інші сенатори обираються невеликими групами. Наприклад, по одному від кожного округу обирають місцеві ради, торгові палати тощо. Є також сенатори, які обираються університетами та інші, які є членами за посадою.
Тривалість парламентської сесії збільшується з трьох до п'яти місяців на рік і більш детально встановлюється відповідальність міністрів, порядок перевірки конституційності законів. Створено Законодавчу раду, комітети комісій і Вищу раду національної оборони (CSAT).

Посилено незалежність судової влади, але також зазначено, що судова влада повинна застосовувати закони
Судова влада не має повноважень оцінювати керівні акти. 
не тлумачачи їх
Тлумачення авторитетних законів здійснюється лише законодавчою владою.” 